# Xinfeng (Ganzhou)

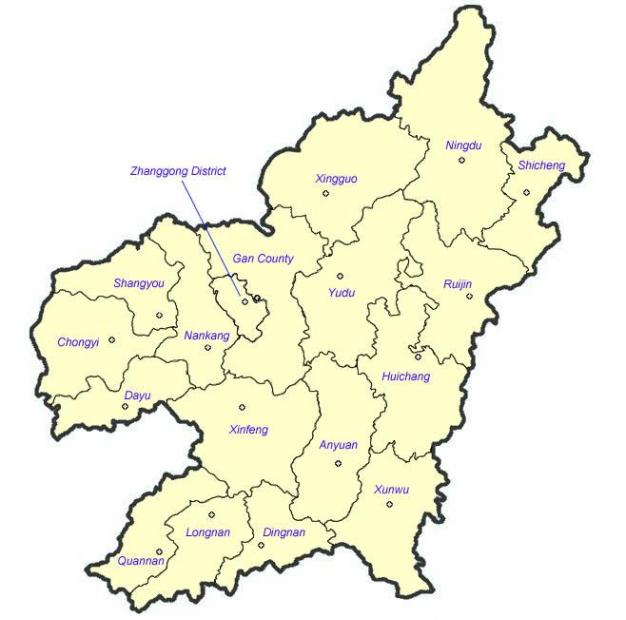
Lage von Xinfeng im Verwaltungsgebiet von Ganzhou

Der Kreis Xinfeng (chinesisch 信丰县, Pinyin Xìnfēng Xiàn) ist ein Kreis der bezirksfreien Stadt Ganzhou in der Provinz Jiangxi der Volksrepublik China. Er hat eine Fläche von 2.878 km² und zählt 664.047 Einwohner (Stand: Zensus 2010). Sein Hauptort ist die Großgemeinde Jiading (嘉定镇).

## Administrative Gliederung
Auf Gemeindeebene setzt sich der Kreis aus dreizehn Großgemeinden und drei Gemeinden zusammen. 